# ComiXology

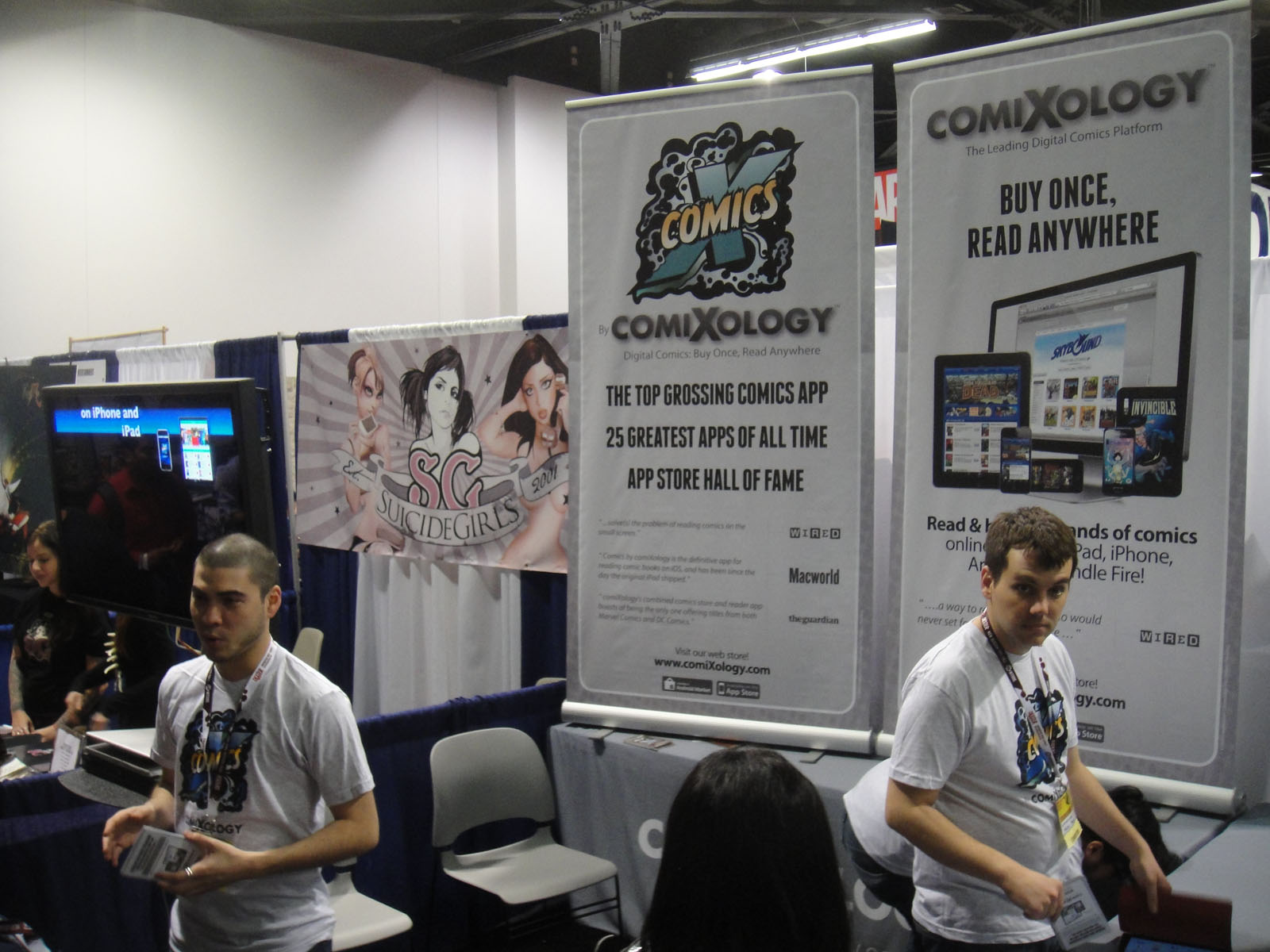
Stand ComiXology à la Wondercon 2012

## ComiXology
ComiXology est une plate-forme de distribution et de vente de bande dessinée en ligne, de romans graphiques et de manga proposant principalement des versions numériques de bandes dessinées papier. Fondée en 2007, l'entreprise est devenue une référence dans le domaine de la bande dessinée numérique grâce à son vaste catalogue et ses fonctionnalités innovantes. Il s'agit aujourd'hui d'une filiale d'Amazon depuis 2014.

## Historique

### Fondation et Développement
ComiXology a été fondé en 2007 par David Steinberger, John D. Roberts et Peter Jaffe. La plateforme a rapidement gagné en popularité grâce à sa vaste bibliothèque de bandes dessinées numériques provenant de divers éditeurs.

### Acquisition par Amazon
En avril 2014, Amazon a acquis ComiXology, renforçant ainsi sa position dans le secteur de la distribution numérique. Cette acquisition a permis à ComiXology de bénéficier des ressources et de l'infrastructure d'Amazon, tout en continuant à fonctionner de manière relativement indépendante.

### Services
ComiXology propose une application disponible sur diverses plateformes, y compris iOS, Android, et les navigateurs web. L'application permet aux utilisateurs d'acheter et de lire des bandes dessinées numériques. Parmi les fonctionnalités populaires, on trouve la vue guidée (Guided View), qui offre une expérience de lecture immersive en permettant de naviguer case par case.

### ComiXology Unlimited
En mai 2016, ComiXology a lancé ComiXology Unlimited, un service d'abonnement qui permet aux utilisateurs d'accéder à un large choix de bandes dessinées, de romans graphiques et de manga pour un tarif mensuel. Ce service est souvent comparé à un "Netflix pour les bandes dessinées".